# Doliops frosti
Doliops frosti là một loài bọ cánh cứng trong họ Cerambycidae.